# 大海蓼
大海蓼（学名：Polygonum milletii）为蓼科蓼属下的一个种。

## 扩展阅读
- 維基物種上的相關：大海蓼